# 마이 리틀 포니: 이퀘스트리아 걸스 썸머타임 쇼츠
(마이 리틀 포니: 이퀘스트리아 걸스 썸머타임 쇼츠)(영어: My Little Pony: Equestria Girls - Summertime Shorts)는 미국과 캐나다의 애니메이션 웹 시리즈이다.

## 방송 기간
- 미국: 2017년
- 한국: 2019년

## 목소리 출연
- 박지윤: 트와일라잇 스파클/사이트와이 역
- 은영선: 선셋 쉬머 역
- 조현정: 레인보우 대쉬 역
- 김율: 애플잭 역
- 여민정: 래리티 역
- 조경이: 핑키 파이 역
- 엄현정: 플러터샤이 역
- 우정신: 셀레스티아 교장 역
- 이영란: 스파이크 역

## 쇼츠 목록
- 1. 댄스파티 준비! (Make Up Shake Up)
- 2. 포토존에서 생긴 일 (A Photo Booth Story)
- 3. 우리는 댄싱퀸! (Raise This Roof)
- 4. 치어리더가 되는 법 (Steps of Pep)
- 5. 항상 성공하는 것은 아니야 (Epic Fails)
- 6. 애완동물 찾기 프로젝트 (Pet Project)
- 7. 선생닝은 어디에 (Subs Rock)
- 8. 우정이 최고! (The Art of Friendship)
- 9. 캔틀롯 영화 동아리 (The Canterlot Movie Club)
- 10. 책 속으로! (Leaping Off the Page)